# Tuber mesentericum
Tuber mesentericum (Carlo Vittadini, 1831) din încrengătura Ascomycota în familia Tuberaceae și de genul Tuber, denumit în popor trufă gazoasă,  trufă încrețită sau trufă mezenterică este o ciupercă comestibilă care coabitează cu rădăcinile de arbori, formând micorize. Denumirea trufă de pin, nu este potrivită, pentru că specia nu se dezvoltă în păduri de conifere. Mult mai mult, acest soi se dezvoltă în România subteran în grupuri de mai multe exemplare în soluri lutoase și calcaroase, în păduri de foioase rare în preajma de alun, carpen, fag și stejar. Apare de la câmpie la deal din septembrie până în martie (aprilie).

## Taxonomie
Specia a fost descoperită, descrisă și ilustrată de micologul italian Carlo Vittadini, de verificat în lucrarea sa Monographia Tuberacearum din 1831. Acest taxon este valabil până în prezent (2019). Cele două variații propuse (vezi infocaseta) nu sunt folosite și pot fi neglijate.

## Descriere

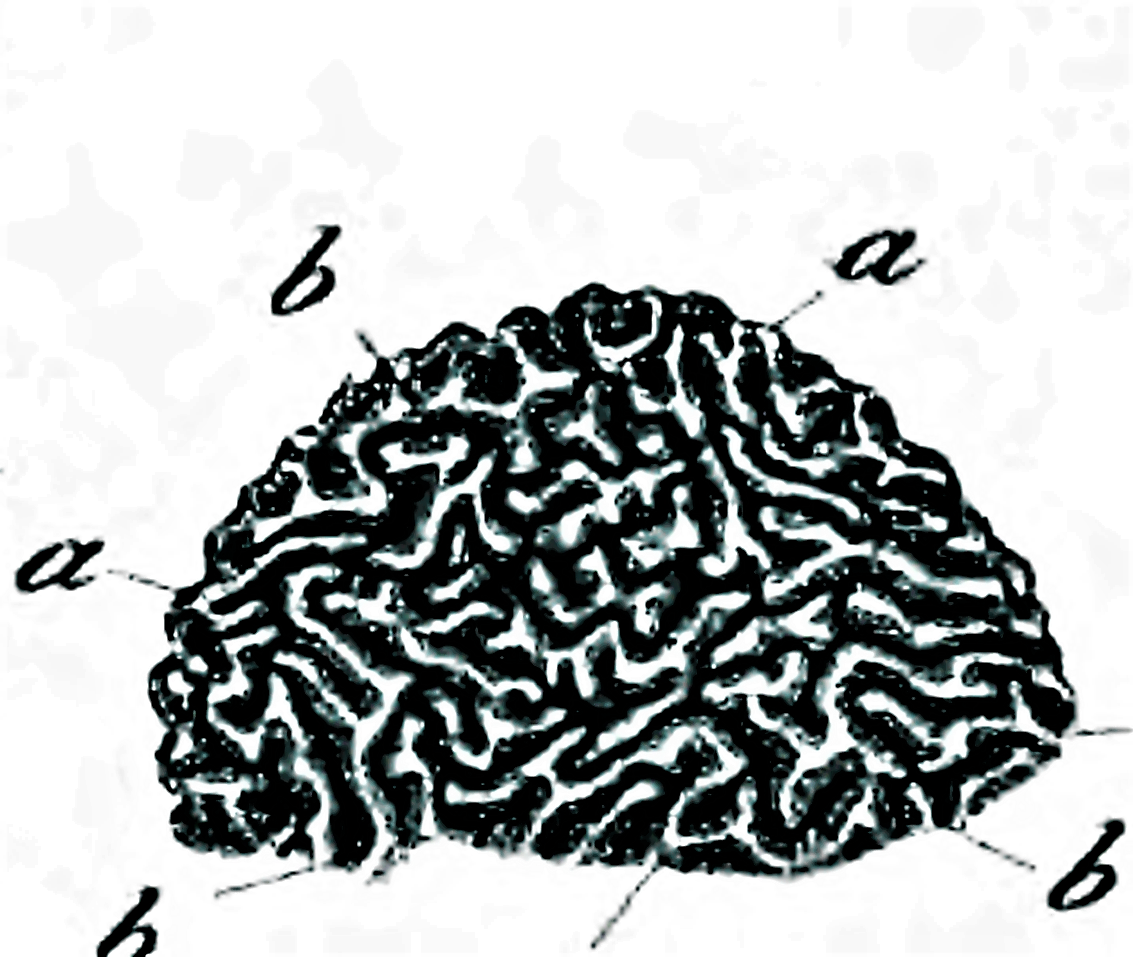
Vittad.: Tuber mesentericum

- Corpul fructifer: se dezvoltă subteran, de obicei la o adâncime cuprinsă între 3-20 cm, uneori și mai adânc. Are un diametru de 2-5 cm (rar și 8 cm), fiind lobat (Mesenterium⁠(de)[traduceți]), neregulat rotund sau ovoidal în forma unui tubercul de cartof. Peridia (înveliș al corpului de fructificație la unele ciuperci)[10] care nu poate fi decojită, este pe suprafață inițial gri-brună, apoi de un maro închis ca de ciocolată, în sfârșit brun-negricioasă și presărată cu negi mici piramidali și deși, de proeminență diferită și mereu cu o indentație. De obicei are o cavitate la bază care intră destul de adânc în trufă, semănând cu un rinichi în secțiune transversală. Gleba este la început albicioasă, schimbând repede în gri-brun până brun și străbătută de nervuri mai mult sau mai puțin groase și labirintice de culoare albicioasă. Are un aspect  tare asemănător cu trufa neagră de vară.
- Piciorul:  nu există.
- Carnea (gleba): fermă și compactă, emană un miros specific de gudron sau fenol. În momentul recoltării, la maturitate, eliberează în plus arome foarte puternice de migdale amare sau de sâmbure de caise. Gustul este plăcut.[6][7]
- Caracteristici microscopice: are spori ovoidal-elipsoidali, hialini (translucizi), fin reticulați, având o mărime de 27-57 x 23-37 microni. Pulberea lor este brun-gălbuie. Ascele de forma unei măciuci, măsoară 70-100 x 45-75 microni. Ele conțin 3-4 spori.[11]
- Reacții chimice: nu sunt cunoscute.[6][7]

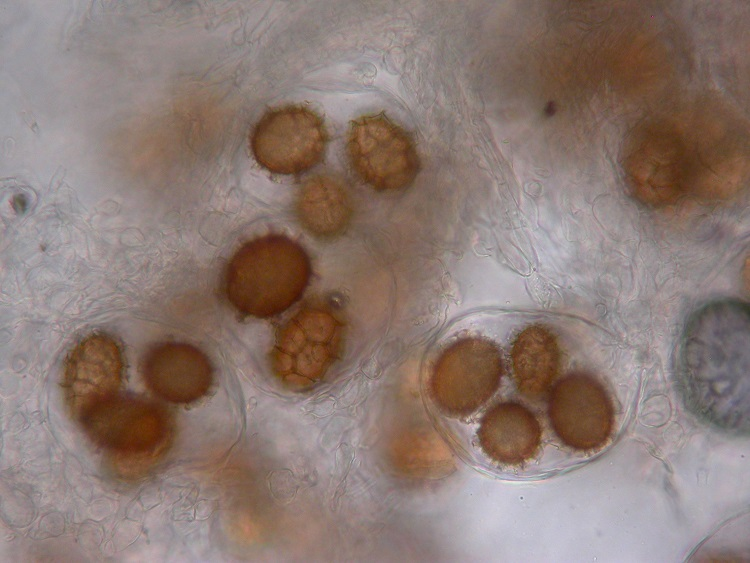
Tuber mesentericum, spori
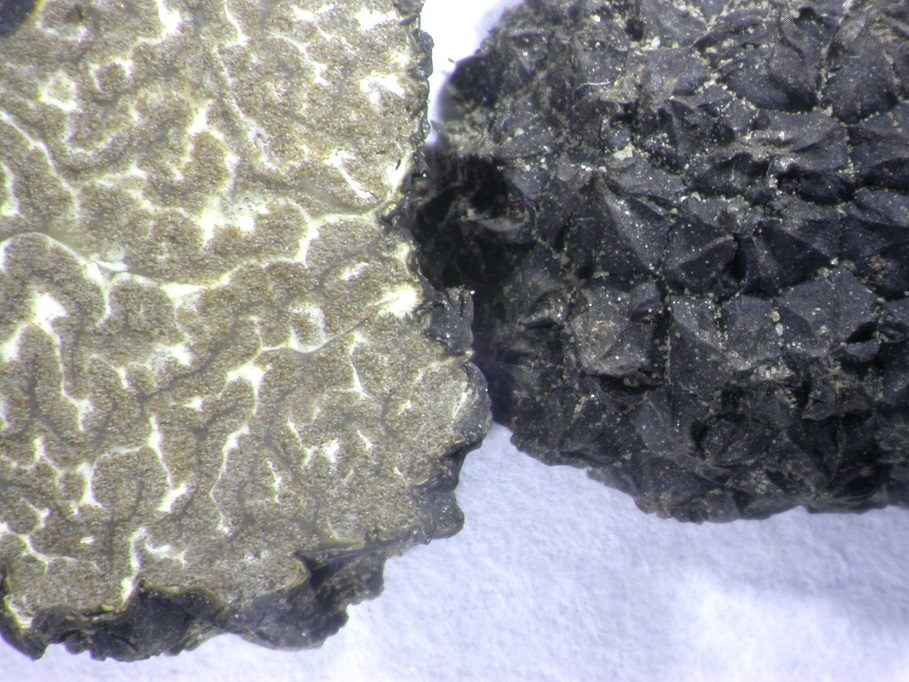
Tuber mesentericum, secțiune longitudinală

## Specificitate
Pentru a găsi ciupercile în pământ, este nevoie de câini dresați pentru descoperirea lor (cel mai bine, din cauza mărimi inferioare).

## Confuzii
Această specie poate doar fi confundată cu specii asemănătoare ale acestui gen, cu toate comestibile, cum sunt: Tuber aestivum, Tuber brumale, Tuber indicum, Tuber macrosporum, Tuber melanosporum sau Tuber uncinatum, dar și cu de exemplu de asemenea comestibila Leucangium carthusianum sin. Picoa carthusiana.

## Specii asemănătoare în imagini

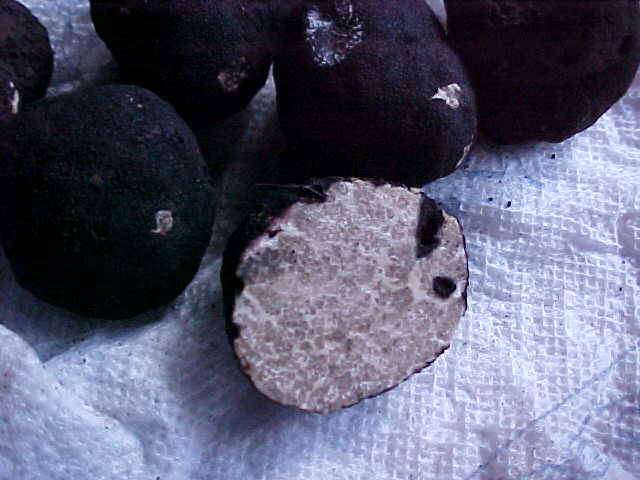
Leucangium carthusianum sin. Picoa carthusiana
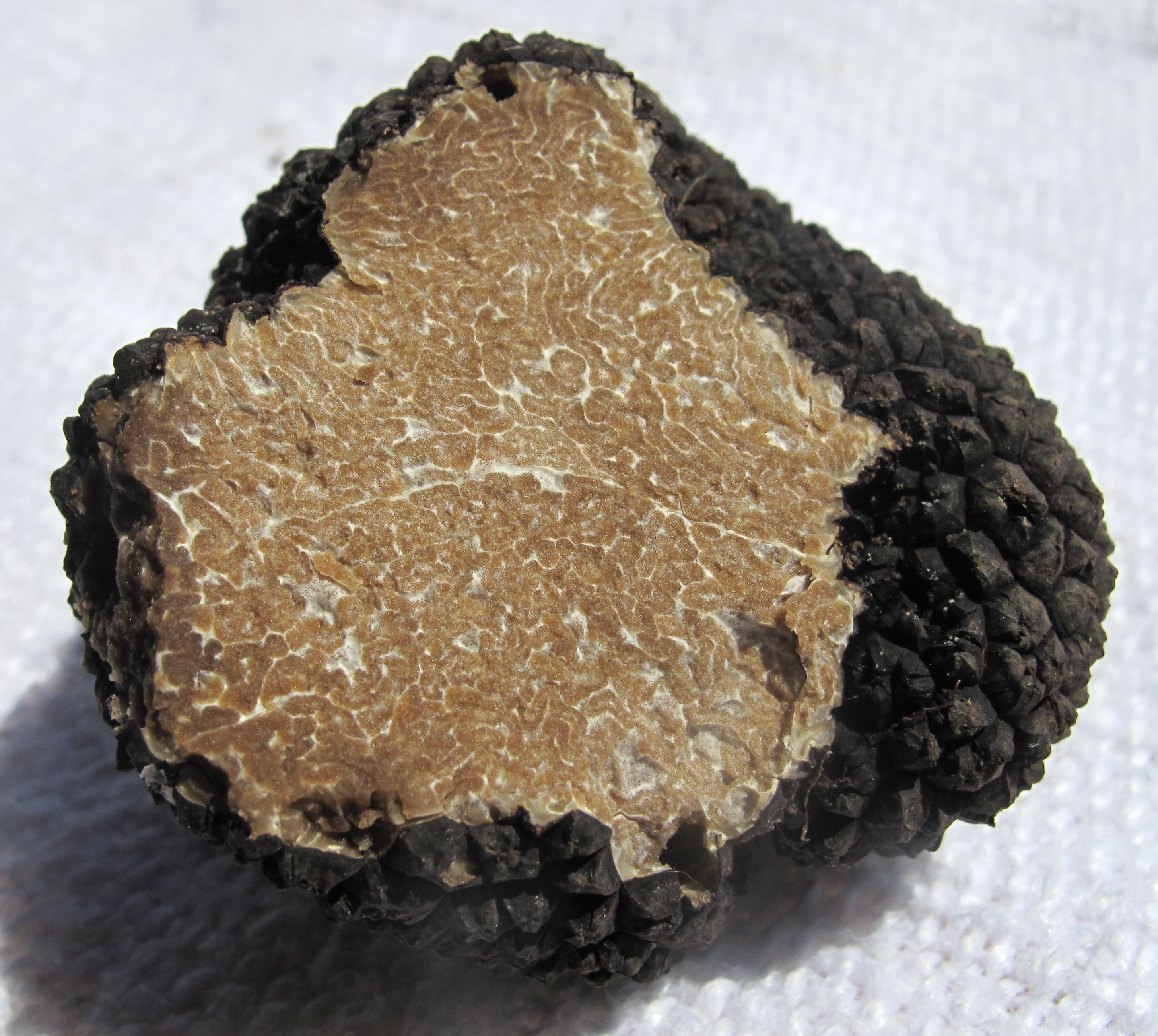
Tuber aestivum
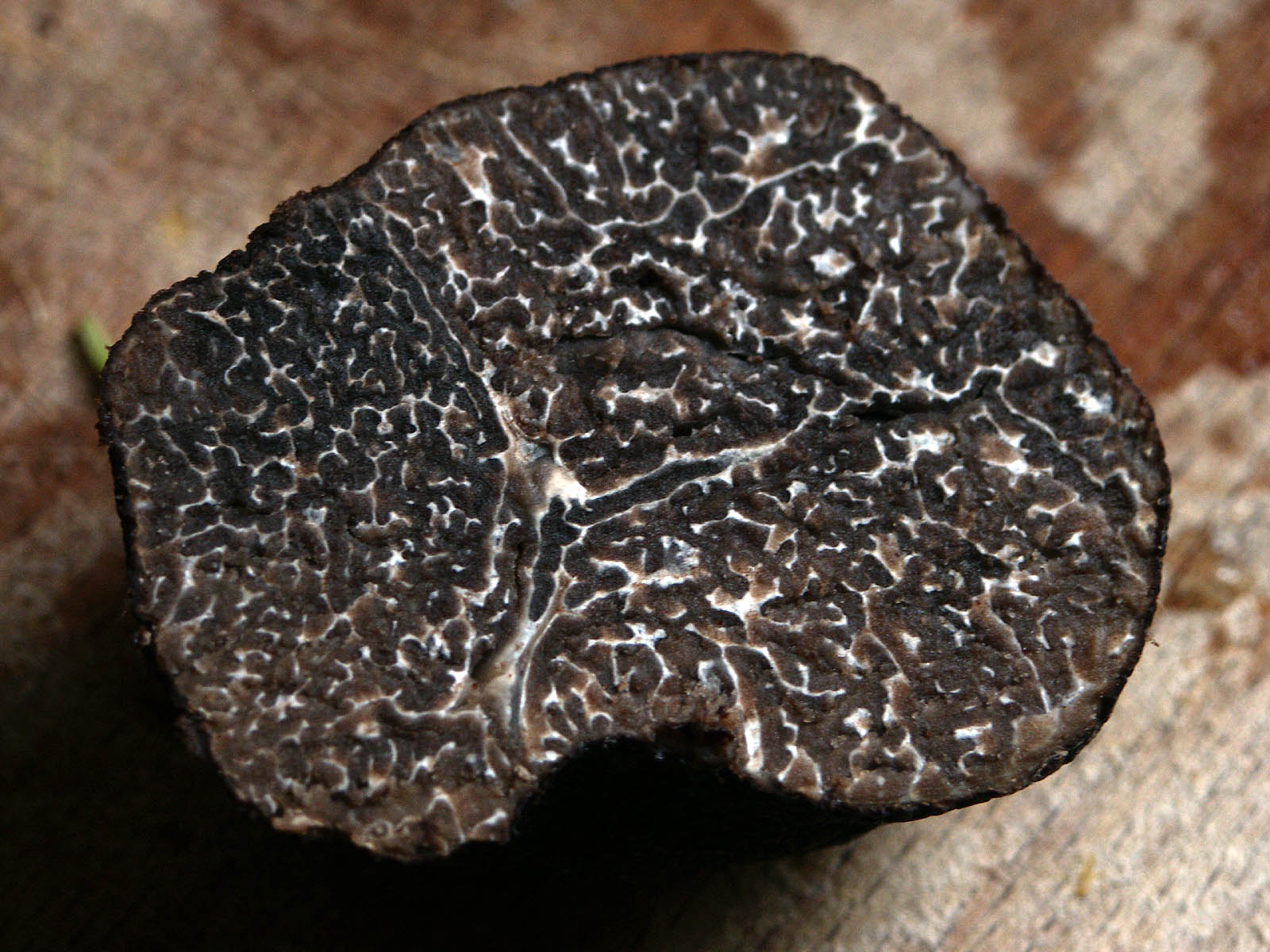
Tuber brumale
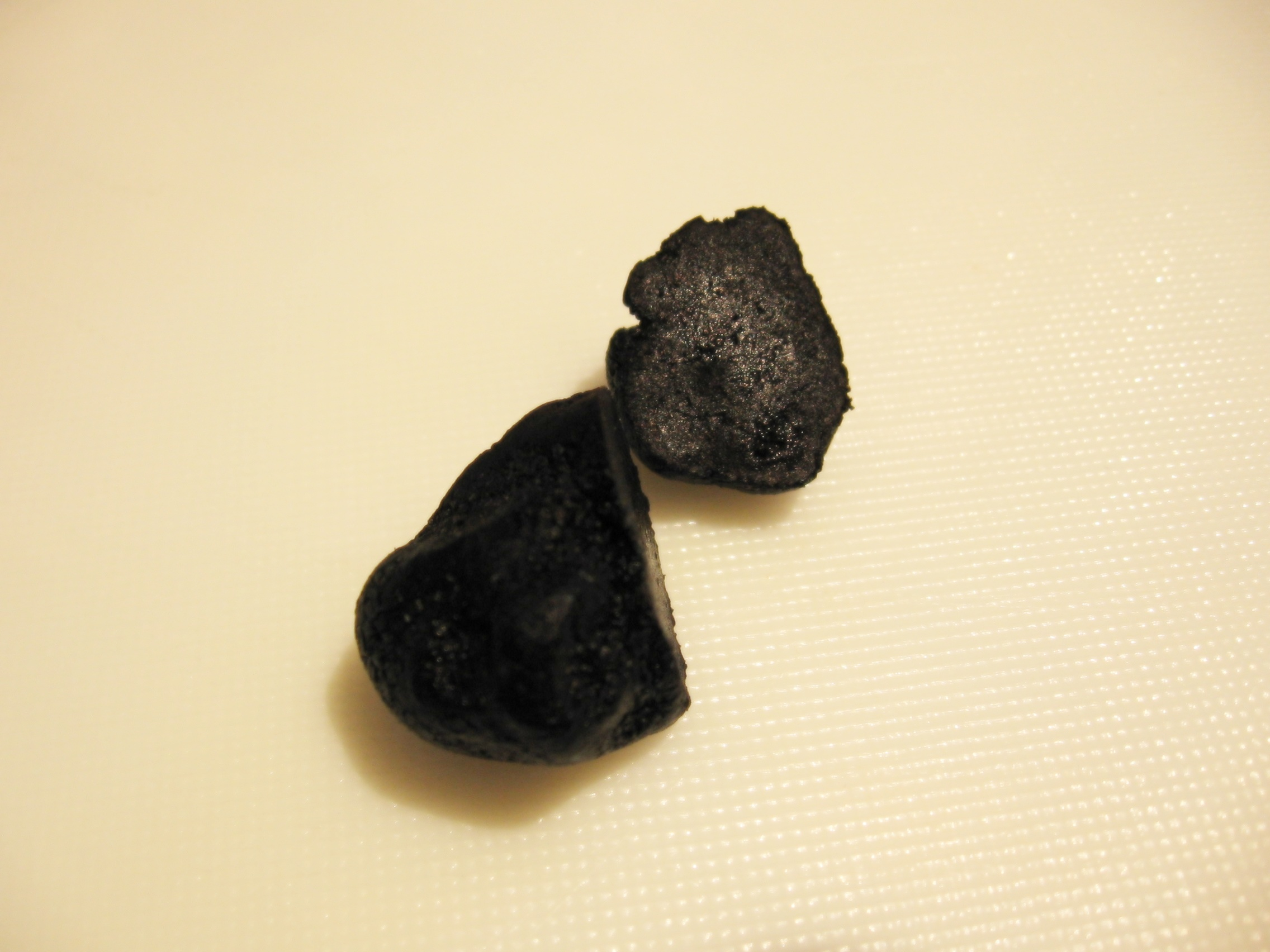
Tuber indicum
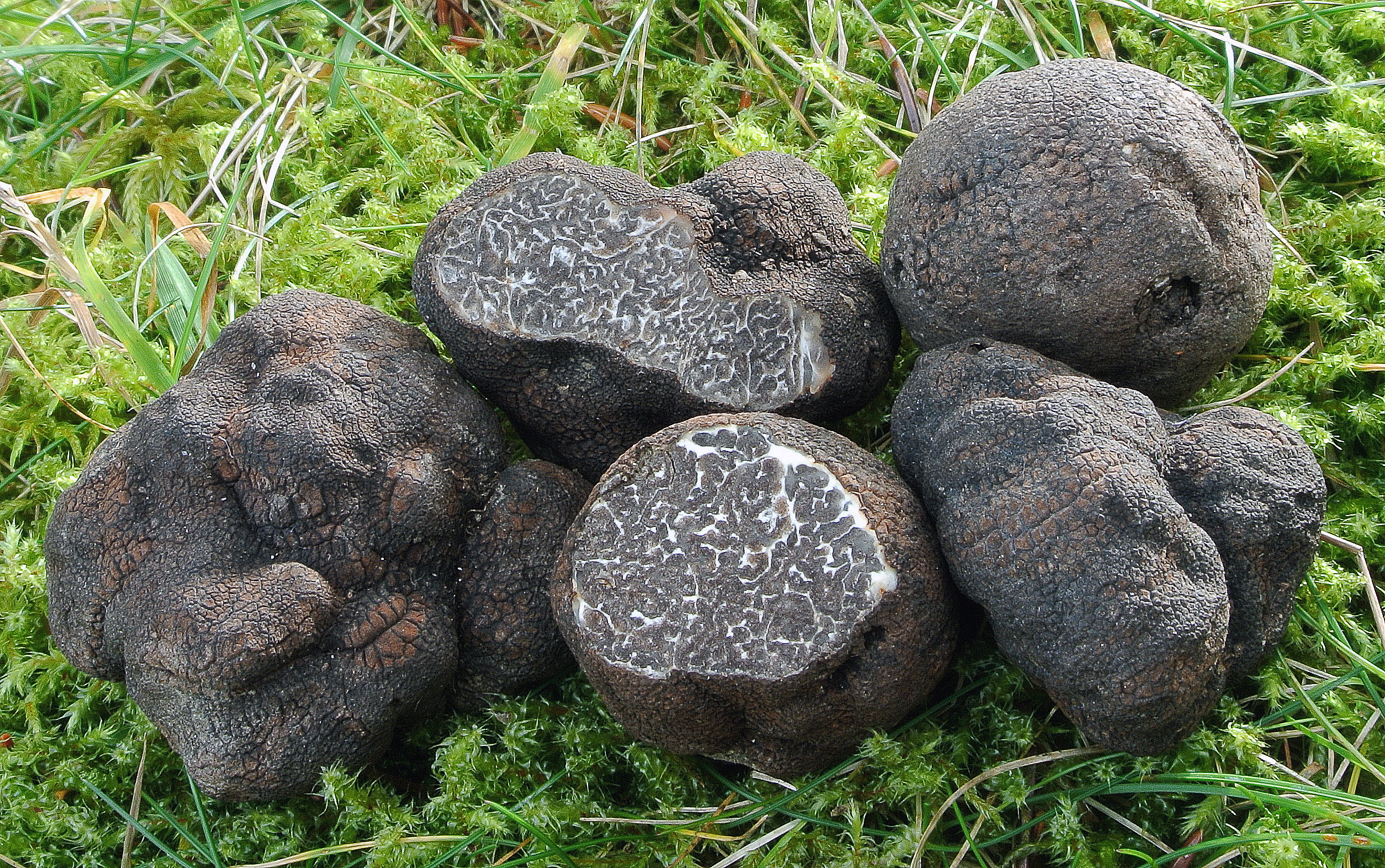
Tuber macrosporum
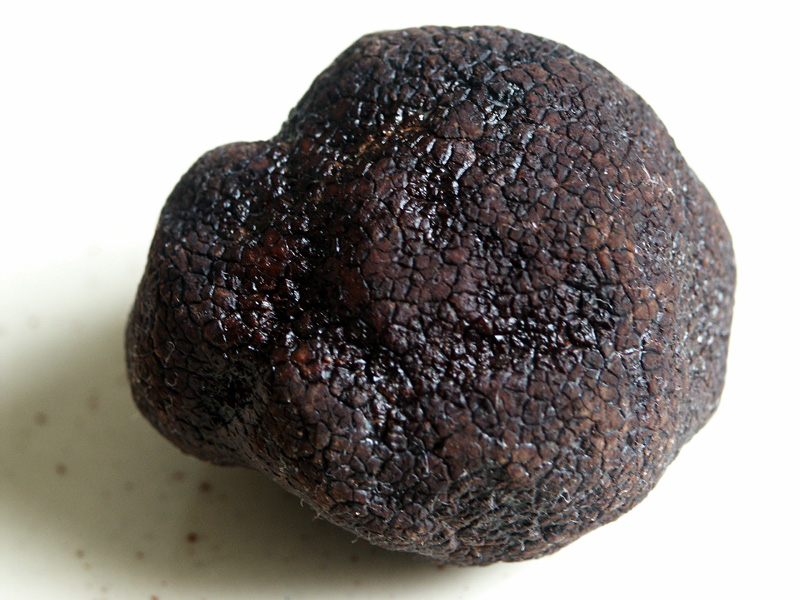
Tuber melanosporum
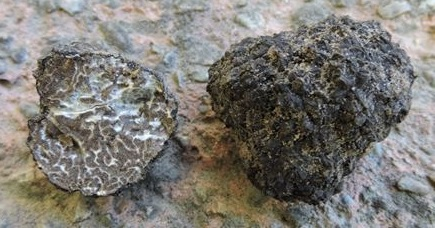
Tuber uncinatum

## Valorificare
Trufa gazoasă nu are o valoare gastronomică deosebită din cauza mirosului ei adevărat caracteristic, foarte puternic și pronunțat care o emană, persistând și după gătit. Dar este destul de mult promovată, de exemplu cu titluri specifice de regiune (Elveția: truffe noble du Tessin, Franța: truffe noire de Lorraine sau truffe de la Meuse, Italia: Tartufo Nero di Bagnoli) și folosită pentru parfumarea unei terine sau a fondurilor de sos. Datorită mirosului, dozarea la aceste feluri trebuie să fie însă semnificativ mai scăzută decât la alte trufe. Prin urmare trufa mezenterică este economică și de acea apreciată acolo în popor.

## Bibiliografie
- Bruno Cetto, volumele 1-7
- Gustav Lindau, Eberhard Ulbrich: „Die höheren Pilze, Basidiomycetes, mit Ausschluss der Brand- und Rostpilze”, Editura  J. Springer, Berlin 1928
- Meinhard Michael Moser: „Kleine Kryptogamenflora der Pilze – vol. II a.: „Höhere Phycomyceten und Ascomyceten”, Editura Gustav Fischer, Jena 1963
- M. Palenzona: „ Il ’Tartufo di Bagnoli’, Tuber mesentericum Vitt.”, Editura S.G.S., Avellino 1975